# Cedric Hunter
Cedric R. Hunter (Omaha, 16 gennaio 1965) è un ex cestista statunitense, professionista nella NBA.

## Palmarès
- 2 volte WBL All-Defensive Team (1989, 1990)
- All-CBA Second Team (1990)
- Miglior passatore CBA (1994)